# Margareta Weir Martin
Margareta «Rita» Weir Martin (1875-1958) va ser una fotògrafa anglesa, considerada «una de les millors fotògrafes britàniques de la seva època». Martin va fer retrats de moltes sufragistes, i ella també era sufragista.

## Biografia
Margareta Weir Martin va néixer el 1875 a Irlanda.
El 1897, Martin es va convertir en una fotògrafa que treballava per a la seva germana gran Lallie Charles, una fotògrafa social. L'estudi de Charles es deia «The Nook», situat a 1 Titchfield Road, Regent's Park, Londres. El 1906 va obrir el seu propi estudi al carrer 27 Baker. Es va especialitzar en retrats en colors pàl·lids sobre un fons blanc pur. Els seus principals temes van ser actrius (Winifred Barnes, Lily Elsie, Julia James i Lily Brayton) i nens (els dos fills de Gladys Cooper). Va influir en molts altres fotògrafs, sobretot en els retrats infantils, i la seva influència es pot veure en moltes de les fotografies populars franceses i alemanyes de nens realitzats al començament del segle xx.
Es va inspirar en Alice Hughes; altres dones fotògrafes pioneres del seu temps són: Christina Broom, Kate Pragnell i Lizzie Caswall Smith. Parlant d'ella, Cecil Beaton va dir: «Rita Martin i la simpàtica terracota pàl·lida de les seves fotografies són part integrant d'aquest període. Rita Martin i la seva germana, Lallie Charles, la fotògrafa rival, van retratar els seus asseguts amb una llum suau, fent que tots els cabells estiguessin de moda per aparèixer a la fotografia».
Una crítica del 1910 de The Strand Magazine va dir que «Rita Martin mereix ser distingida amb elogis. Potser arribarà un moment en què hi haurà exposicions anuals dels millors èxits dels fotògrafs professionals, com hi ha ara per als pintors professionals i, quan arribi aquest moment, els treballs d'aquests artistes seran molt ben valorats pels crítics. En l'art de la càmera, pel que fa a la fotografia de nens, s'hauria de posar la simpatia en primer lloc, simpatia fins i tot abans de l'habilitat tècnica de posar i la il·luminació».
Martin va fer retrats de moltes sufragistes, com Rosamund Massy, i ella també era sufragista.
Martin també va ser un pintora de miniatures.

## Llegat
Alguns negatius de Rita Martin i de la seva germana Lallie Charles es conserven a la National Portrait Gallery, que van ser donats per la seva neboda Lallie Charles Martin el 1994.